# Фишарек, Алоис (художник)
Алоис Фишарек (чеш. Alois Fišárek ; 16 июля 1906, Простеёв, Австро-Венгрия — 5 февраля 1980, Прага, ЧССР) — чешский и чехословацкий художник, педагог. Народный художник ЧССР (1979).

## Биография
В 1924—1929 годах обучался в Пражской Академии изобразительных искусств под руководством Отакара Неедлы и Вратислава Нехлеба.
С 1931 года — член Ассоциации художников Манеса, а после её роспуска Ассоциации чехословацких художников.
С 1946 года — преподаватель Высшей школы прикладного искусства в Праге, в 1967—1975 годах — Пражской Академии изобразительных искусств.
Профессор Академии искусств, архитектуры и дизайна в Праге с 1946 году. Возглавлял мастерскую декоративной и декоративной живописи. С 1947 года был первым председателем Союза чехословацких художников. С 1967 года — член педагогического коллектива Академии художеств в Праге.

## Творчество

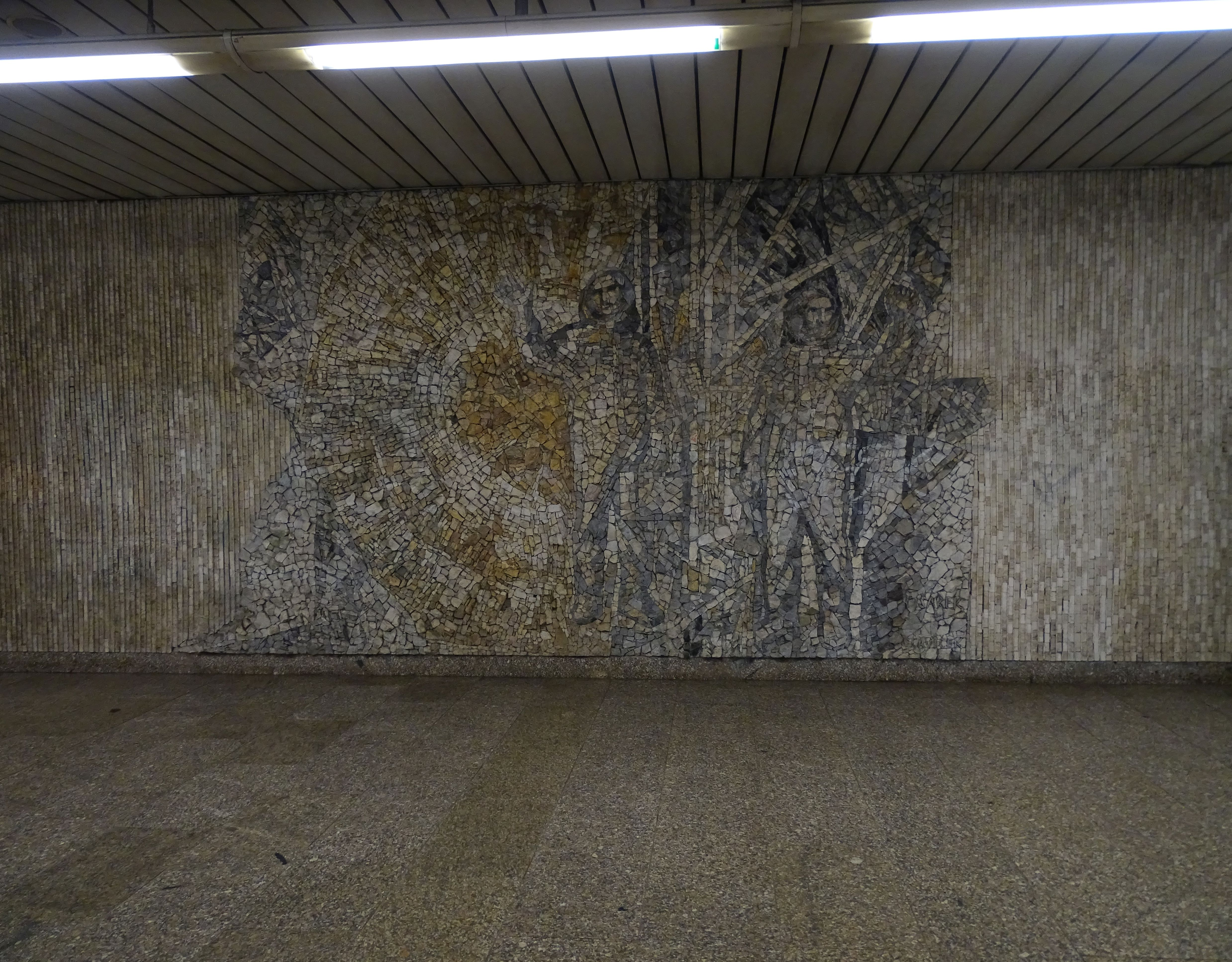
Мозаика «Космонавты» на станции метро Гае, Прага

Художник-пейзажист, мастер натюрморта, портретной живописи, фигуральной композиции. Автор монументальных работ (гобелены и мозаика).
Отмечен рядом наград, в том числе, Народный артист (художник) в 1979 году.